# Colletes restingensis
Colletes restingensis är en biart som beskrevs av Noskiewicz 1936. Colletes restingensis ingår i släktet sidenbin, och familjen korttungebin. Inga underarter finns listade i Catalogue of Life.